# 多洛雷斯河
多洛雷斯河（英語：Dolores River）是科羅拉多河的一条支流，长约402公里，位于美国科罗拉多和犹他两州，流经圣胡安山脉以西的科羅拉多高原干旱地带。